# Miguel Crespo
Miguel Crespo da Silva (Lione, 11 settembre 1996) è un calciatore francese naturalizzato portoghese, centrocampista dell'İstanbul Başakşehir.

## Carriera
Nato a Lione da genitori portoghesi, ha iniziato a giocare nelle serie dilettantistiche del campionato portoghese. Il 12 giugno 2017 viene acquistato dal Braga, che lo aggrega alla propria squadra riserve, militante in Segunda Liga.
Debutta tra i professionisti il 19 agosto 2017, nell'incontro perso per 0-2 contro il Santa Clara. Un mese dopo ha realizzato la sua prima rete in campionato, nel pareggio per 2-2 contro il Leixões.
Nel luglio 2019 si trasferisce all'Estoril Praia, sempre in seconda divisione, firmando un contratto triennale. Al termine della stagione 2020-2021, contribuisce alla vittoria del campionato e alla promozione in massima serie della squadra.
Il 13 agosto 2021 esordisce in Primeira Liga, in occasione dell'incontro pareggiato per 0-0 contro il Vitória Guimarães. Realizza la sua prima rete nella massima divisione portoghese due settimane dopo, nella vittoria per 2-1 sul Marítimo.
Il 6 settembre 2021 viene ingaggiato dal Fenerbahçe, firmando un contratto valido per tre anni e mezzo.

## Statistiche

### Presenze e reti nei club
Statistiche aggiornate al 26 agosto 2022.
| Stagione             | Squadra              | Campionato           | Campionato | Campionato | Coppe nazionali | Coppe nazionali | Coppe nazionali | Coppe continentali | Coppe continentali | Coppe continentali | Altre coppe | Altre coppe | Altre coppe | Totale | Totale |
| Stagione             | Squadra              | Comp                 | Pres       | Reti       | Comp            | Pres            | Reti            | Comp               | Pres               | Reti               | Comp        | Pres        | Reti        | Pres   | Reti   |
| -------------------- | -------------------- | -------------------- | ---------- | ---------- | --------------- | --------------- | --------------- | ------------------ | ------------------ | ------------------ | ----------- | ----------- | ----------- | ------ | ------ |
| 2013-2014            | Neves                | 4D                   | 7          | 1          |                 | -               | -               |                    | -                  | -                  |             | -           | -           | 7      | 1      |
| 2014-2015            | Neves                | 4D                   | 30         | 13         |                 | -               | -               |                    | -                  | -                  |             | -           | -           | 30     | 13     |
| 2015-2016            | Neves                | CdP                  | 25         | 4          | CP              | 0               | 0               |                    | -                  | -                  |             | -           | -           | 25     | 4      |
| Totale Neves         | Totale Neves         | Totale Neves         | 62         | 18         |                 | 0               | 0               |                    | -                  | -                  |             | -           | -           | 62     | 18     |
| 2016-2017            | Merelinense          | CdP                  | 32+2       | 9          | CP              | 0               | 0               |                    | -                  | -                  |             | -           | -           | 34     | 9      |
| 2017-2018            | Braga B              | LdH                  | 21         | 1          |                 | -               | -               |                    | -                  | -                  |             | -           | -           | 21     | 1      |
| 2018-2019            | Braga B              | LdH                  | 30         | 2          |                 | -               | -               |                    | -                  | -                  |             | -           | -           | 30     | 2      |
| Totale Braga B       | Totale Braga B       | Totale Braga B       | 51         | 3          |                 | -               | -               |                    | -                  | -                  |             | -           | -           | 51     | 3      |
| 2019-2020            | Estoril Praia        | LdH                  | 14         | 1          | CP+CdL          | 2+1             | 0               |                    | -                  | -                  |             | -           | -           | 17     | 1      |
| 2020-2021            | Estoril Praia        | LdH                  | 30         | 5          | CP+CdL          | 7+1             | 1+0             |                    | -                  | -                  |             | -           | -           | 38     | 6      |
| lug.-ago. 2021       | Estoril Praia        | PL                   | 3          | 1          | CP+CdL          | 0+2             | 0+1             |                    | -                  | -                  |             | -           | -           | 5      | 2      |
| Totale Estoril Praia | Totale Estoril Praia | Totale Estoril Praia | 47         | 7          |                 | 13              | 2               |                    | -                  | -                  |             | -           | -           | 60     | 9      |
| 2021-2022            | Fenerbahçe           | SL                   | 23         | 1          | CT              | 2               | 0               | UEL+UECL           | 0                  | 0                  |             | -           | -           | 25     | 1      |
| 2022-2023            | Fenerbahçe           | SL                   | 23         | 3          | CT              | 3               | 0               | UCL+UEL            | 1+10               | 0                  |             | -           | -           | 37     | 3      |
| 2023-gen. 2024       | Fenerbahçe           | SL                   | 10         | 0          | TK              | 0               | 0               | UECL               | 8                  | 1                  | -           | -           | -           | 18     | 1      |
| Totale Fenerbahce    | Totale Fenerbahce    | Totale Fenerbahce    | 56         | 4          |                 | 5               | 0               |                    | 19                 | 1                  |             | -           | -           | 80     | 5      |
| gen.-giu. 2024       | Rayo Vallecano       | PD                   | 2          | 0          | CR              | 0               | 0               | -                  | -                  | -                  | -           | -           | -           | 2      | 0      |
| Totale carriera      | Totale carriera      | Totale carriera      | 252        | 41         |                 | 18              | 2               |                    | 19                 | 1                  |             | -           | -           | 289    | 44     |

## Palmarès

### Club

#### Competizioni nazionali
- Segunda Liga: 1

Estoril Praia: 2020-2021
- Coppa di Turchia: 1

Fenerbahçe: 2022-2023